# Leo Castro
Leo Castro (Corleone, 7 luglio 1884 – Palermo, 22 marzo 1970) è stato un pittore italiano.

## Biografia
Allievo di Francesco Lojacono all'Accademia di belle arti di Palermo, si accosta agli esordi alla tradizione napoletana dell'Ottocento. A partire dagli anni venti rinnova la sua pittura in direzione di una stesura luminosa di ascendenza postimpressionista. Svolge un ruolo importante nell'attività del Sindacato siciliano, pur rimanendo estraneo alle tematiche del Novecento così come al rinnovamento delle generazioni più giovani. Durante gli anni trenta partecipa alle mostre sindacali e ad alcune edizioni della Quadriennale e della Biennale. 
Nel Dopoguerra svolge con coerenza una figurazione legata a pochi temi familiari - paesaggi, nature morte, ritratti - accostandosi soprattutto alla suggestione cromatica del tardo Renoir.
Sue opere si trovano presso enti pubblici, istituti bancari e collezioni private nonché presso la Civica Galleria d'Arte Moderna di Palermo.

## Mostre
- Biennale Internazionale di Venezia: XIX (1934); XX (1936); Mostra itinerante della Biennale - Varsavia, Helsinki, Kaunas, Riga, Tallien, (1937)
- Quadriennale d'Arte Nazionale di Roma: I (1931); II (1935); III (1939); IV (1943); V (1947); VII (1955-'56)
- Esposizione Interregionale d'Arte Sacra Moderna, Roma, 1930
- Esposizione Interregionale di Torino, 1931
- Mostra Internazionale d'Arte Sacra Moderna, Padova, 1931
- Mostra Intersindacale, Firenze, 1933
- Mostra Interregionale, Cagliari, 1937
- Mostra Nazionale di Napoli, 1937
- IX Mostra Sindacale d'Arte: «Celebrazioni dei Grandi Siciliani», Palermo, 1939
- «Premio Verona», Prima Mostra Nazionale d'Arte, Verona, 1942
- «Artisti Siciliani Contemporanei», Biennale di Venezia e Direzione Belle Arti del Comune di Venezia, Venezia, 1949; «Agosto Messinese , Messina, 1949
- «L'Arte nella Vita del Mezzogiorno d'Italia», Roma, 1953
- «Il Fiore nell'Arte», Mostra Internazionale di Pittura - Città di Messina - Messina, 1953
- «La Democrazia Cristiana per il Mezzogiorno», Palazzo Reale di Napoli, 1954-'55
- «Raduno di Acitrezza», 1954
- Mostra di Arti Plastiche e Figurative, Messina, 1955
- «Estate Nasitana» Premio Nazionale «Città di Naso : 1957, 1958
- «Castello di Trabia»  Mostra Nazionale, 1961

## Mostre personali
- Galleria Flaccovio, Palermo, febbraio 1956
- Galleria del Vantaggio, Roma, dicembre 1956
- Il Fondaco (insieme a Mario Delitala) Messina, aprile 1958
- Galleria Flaccovio, Palermo, febbraio 1959

## Mostre collettive
- Mostre Regionali del Sindacato Artisti Siciliani: II (1929); III (1932); V (1934); VIII (1938); IX (1939); X (1941); XI (1942); - 1ª (1955); 4ª (1963)
- Mostra di gruppo alla Camerata degli Artisti, Roma, 1929
- Mostra Regionale d'Arte Sacra Moderna, Palermo, 1930
- Mostra di gruppo, Tunisi, 1931
- Mostra di gruppo, Galleria «Il Milione», Milano, 1932
- «Cinque Artisti Siciliani», Galleria «Mediterranea», Palazzo De Seta, Palermo, 1937
- «Sessanta Artisti Italiani», Galleria «Mediterranea», Palazzo De Seta, Palermo, 1938
- «Le belle Italiane della pittura contemporanea», Galleria «Cairoli», Milano, 1953
- Mostra di gruppo, Salone del Banco di Sicilia, Palermo, 1961
- «Il Tornese d'Oro», Milano, 1963
- «Il Fondaco», Messina, 1965
- «L'Ippogrifo», Palermo, 1965